# Euphastia nubila
Euphastia nubila är en fjärilsart som beskrevs av Druce 1901. Euphastia nubila ingår i släktet Euphastia och familjen tandspinnare. Inga underarter finns listade i Catalogue of Life.